# Prešov (distrito)
O Distrito de Prešov (eslovaco: Okres Prešov) é uma unidade administrativa da Eslováquia Oriental, situado na Prešov (região), com 161.782 habitantes (em 2001) e uma superfície de 934 km². Sua capital é a cidade de Prešov, que também é a capital da região.

## Demografia
| Ano:        | 1994    | 2004    | 2014    | 2024    |
| ----------- | ------- | ------- | ------- | ------- |
| Broj ljudi: | 156 452 | 163 743 | 171 778 | 175 447 |
| Razlika:    |         | +4,66%  | +4,90%  | +2,13%  |

| Ano:               | 2023    | 2024    |
| ------------------ | ------- | ------- |
| Número de pessoas: | 174 741 | 175 447 |
| Diferença:         |         | +0,40%  |

## Cidades
- Prešov (capital)
- Veľký Šariš

## Municípios
- Abranovce
- Bajerov
- Bertotovce
- Brestov
- Bretejovce
- Brežany
- Bzenov
- Čelovce
- Červenica
- Demjata
- Drienov
- Drienovská Nová Ves
- Dulova Ves
- Fintice
- Fričovce
- Fulianka
- Geraltov
- Gregorovce
- Haniska
- Hendrichovce
- Hermanovce
- Hrabkov
- Chmeľov
- Chmeľovec
- Chmiňany
- Chminianska Nová Ves
- Chminianske Jakubovany
- Janov
- Janovík
- Kapušany
- Kendice
- Klenov
- Kojatice
- Kokošovce
- Krížovany
- Kvačany
- Lada
- Lažany
- Lemešany
- Lesíček
- Ličartovce
- Lipníky
- Lipovce
- Lúčina
- Ľubotice
- Ľubovec
- Malý Slivník
- Malý Šariš
- Medzany
- Miklušovce
- Mirkovce
- Mošurov
- Nemcovce
- Okružná
- Ondrašovce
- Ovčie
- Petrovany
- Podhorany
- Podhradík
- Proč
- Pušovce
- Radatice
- Rokycany
- Ruská Nová Ves
- Sedlice
- Seniakovce
- Suchá Dolina
- Svinia
- Šarišská Poruba
- Šarišská Trstená
- Šarišské Bohdanovce
- Šindliar
- Široké
- Štefanovce
- Teriakovce
- Terňa
- Trnkov
- Tuhrina
- Tulčík
- Varhaňovce
- Veľký Slivník
- Víťaz
- Vyšná Šebastová
- Záborské
- Záhradné
- Zlatá Baňa
- Žehňa
- Žipov
- Župčany